# مبندازول
مبندازول یک داروی بنزایمیدازول با اثر درمانی بر روی بیماری‌های انگلی ایجاد شده توسط کرم‌هاست. این دارو اثر درمانی روی کرمک، کرم‌های گرد، کرم‌های نواری، کرم‌های قلابدار و کرم‌های شلاقی دارد. مبندازول به‌عنوان یک داروی انتخابی در درمان آسکاریازیس، کاپیلاریازیس، انتروبیاز و تریکوریاز به کار می‌رود.

## مکانیسم اثر
مبندازول از طریق تخریب میکروتوبولهای سیتوپلاسمی انگل، باعث مهار انتخابی و غیرقابل برگشت جذب گلوکز و سایر مواد غذایی دارای وزن مولکولی کم می‌شود و ذخایر گلیکوژن را که برای تکثیر و بقای این کرم‌ها لازم است تخلیه کرده و موجب بی‌حرکتی و مرگ در کرم‌ها می‌شود. مبندازول جذب روده‌ای خوبی ندارد و پس از مصرف زیاد، مقدار زیادی از آن بدون تغییر در مدفوع یافت می‌شود. دفع این دارو عمدتاً کلیوی بوده و در حضور غذا، به ویژه غذاهای چرب، میزان جذب خوراکی از طریق دستگاه گوارش افزایش می‌یابد. دارو اثر درمانی خود را به آهستگی (غالباً ظرف سه روز) نشان می‌دهد. طیف اثر این دارو گسترده‌است و ممکن است در آلودگی‌های چندگانه مفید باشد.

## نحوه مصرف
مبندازول یک قرص جویدنی می‌باشد و می‌توان پس از جویدن کامل قرص، مقداری آب مصرف کرد.

## عوارض جانبی
به دلیل جذب محدود در روده، این دارو تنها عوارض جانبی مختصری از جمله درد شکمی و اسهال از خود نشان می‌دهد. درصورت مصرف همزمان با مترونیدازول، احتمال بروز نشانگان استیونس-جانسون وجود دارد.